# Mica tardus
Mica tardus är en kräftdjursart som först beskrevs av Gustav Budde-Lund 1885.  Mica tardus ingår i släktet Mica och familjen Porcellionidae. Inga underarter finns listade i Catalogue of Life.